# Ekhagsvallen
Ekhagsvallen är en idrottsplats på Ekhagen i östra Jönköping. Idrottsplatsen består av två gräsplaner för fotboll, samt en grusplan där företrädesvis brännboll spelas. I anslutning till denna idrottsplats finns även en klubbstuga där huvudföreningen, Ekhagens IF, har sitt säte. Klubbstugan består av fyra omklädningsrum samt cafeteria med tillhörande balkong/veranda.
Under 2006 gjordes en ombyggnad av klubbstugan, då ytterligare två omklädningsrum tillkom.